# L'immagine meravigliosa
L'immagine meravigliosa (The Light Touch) è un film del 1951 diretto da Richard Brooks.